# Murray River Open 2021
Murray River Open 2021 là một giải quần vợt trong ATP Tour 2021 thi đấu trên mặt sân cứng ngoài trời. Giải đấu diễn ra tại Melbourne Park ở Melbourne, Úc từ ngày 1 đến ngày 7 tháng 2 năm 2021.

## Điểm và tiền thưởng

### Phân phối điểm
| Sự kiện | VĐ  | CK  | BK | TK | Vòng 1/16 | Vòng 1/32 | Vòng 1/64 |
| Đơn     | 250 | 150 | 90 | 45 | 20        | 10        | 0         |
| Đôi     | 250 | 150 | 90 | 45 | 20        | 0         | —         |

### Tiền thưởng
| Sự kiện | VĐ      | CK      | BK      | TK     | Vòng 1/16 | Vòng 1/32 | Vòng 1/64 |
| Đơn     | $19,500 | $13,255 | $10,000 | $7,400 | $5,500    | $4,000    | $2,500    |
| Đôi*    | $7,200  | $5,760  | $4,560  | $3,360 | $2,160    | $1,200    | —         |

*mỗi đội

## Nội dung đơn

### Hạt giống
| Quốc gia | Tay vợt               | Xếp hạng1 | Hạt giống |
| -------- | --------------------- | --------- | --------- |
| SUI      | Stan Wawrinka         | 18        | 1         |
| BUL      | Grigor Dimitrov       | 19        | 2         |
| CAN      | Félix Auger-Aliassime | 21        | 3         |
| CRO      | Borna Ćorić           | 25        | 4         |
| NOR      | Casper Ruud           | 27        | 5         |
| USA      | Taylor Fritz          | 30        | 6         |
| FRA      | Ugo Humbert           | 32        | 7         |
| GBR      | Daniel Evans          | 33        | 8         |
| ITA      | Lorenzo Sonego        | 34        | 9         |
| FRA      | Adrian Mannarino      | 35        | 10        |
| CRO      | Marin Čilić           | 43        | 11        |
| ESP      | Albert Ramos Viñolas  | 46        | 12        |
| AUS      | Nick Kyrgios          | 47        | 13        |
| FRA      | Richard Gasquet       | 48        | 14        |
| USA      | Tommy Paul            | 53        | 15        |
| HUN      | Márton Fucsovics      | 55        | 16        |

- 1 Bảng xếp hạng vào ngày 25 tháng 1 năm 2021

### Vận động viên khác
Đặc cách:
- Andrew Harris
- Jason Kubler
- Blake Mott
- Li Tu

Bảo toàn thứ hạng:
- Thanasi Kokkinakis

Thay thế:
- Harry Bourchier

### Rút lui
Trước giải đấu
- Alejandro Davidovich Fokina → thay thế bởi  Yūichi Sugita
- João Sousa → thay thế bởi  James Duckworth
- Bernard Tomic → thay thế bởi  Harry Bourchier

Trong giải đấu
- Stan Wawrinka

### Bỏ cuộc
- Jiří Veselý

## Nội dung đôi

### Hạt giống
| Quốc gia | Tay vợt           | Quốc gia | Tay vợt           | Xếp hạng1 | Hạt giống |
| -------- | ----------------- | -------- | ----------------- | --------- | --------- |
| CRO      | Nikola Mektić     | CRO      | Mate Pavić        | 10        | 1         |
| NED      | Wesley Koolhof    | POL      | Łukasz Kubot      | 14        | 2         |
| USA      | Rajeev Ram        | GBR      | Joe Salisbury     | 27        | 3         |
| BRA      | Marcelo Melo      | ROU      | Horia Tecău       | 31        | 4         |
| FRA      | Jérémy Chardy     | FRA      | Fabrice Martin    | 60        | 5         |
| BEL      | Sander Gillé      | BEL      | Joran Vliegen     | 75        | 6         |
| GBR      | Ken Skupski       | GBR      | Neal Skupski      | 84        | 7         |
| BRA      | Marcelo Demoliner | MEX      | Santiago González | 92        | 8         |

- Bảng xếp hạng vào ngày 25 tháng 1 năm 2021.

### Vận động viên khác
Đặc cách:
- James Duckworth /  Marc Polmans
- Andrew Harris /  Alexei Popyrin

Bảo toàn thứ hạng:
- Mackenzie McDonald /  Tommy Paul

## Nhà vô địch

### Đơn
- Dan Evans đánh bại  Félix Auger-Aliassime, 6–2, 6–3

### Đôi
- Nikola Mektić /  Mate Pavić đánh bại  Jérémy Chardy /  Fabrice Martin, 7–6(7–2), 6–3